# We Don’t Fight Anymore
«We Don’t Fight Anymore» (с англ. — «Мы больше не ссоримся») — песня американских исполнителей кантри-музыки Карли Пирс и Криса Стэплтона. Она была написана в соавторстве с Пирс, Питом Гудом и Шейном МакАналли. Она была выпущена в июне 2023 года в качестве ведущего сингла с грядущего четвёртого студийного альбома Пирс. Песня описывает неудачные отношения и получила одобрение критиков после своего выхода. После этого песня попала в североамериканские кантри-чарты.
Песня была номинирована на Грэмми-2024 в категории Лучшее кантри-исполнение дуэтом или группой.

## История
Карли Пирс впервые обрела коммерческий успех благодаря синглу 2017 года «Every Little Thing». Её карьера пошла в гору после выхода в 2021 году студийного альбома 29: Written in Stone. Проект был признан более личным и рефлексивным. На волне его успеха вышла песня «We Don’t Fight Anymore». Пирс написала её в соавторстве с Питом Гудом и Шейном МакАналли. Хотя ни один из авторов не испытывал проблем в отношениях, при написании «We Don’t Fight Anymore» все они опирались на опыт прошлых отношений. В центре текста песни — отношения, общение в которых не получается у обоих партнёров.

## Отзывы
Песня «We Don’t Fight Anymore» получила положительные отзывы критиков. Джон Фриман из Rolling Stone назвал текст песни «опустошающим» и «наполненным грустью». Билли Дьюкс из Taste of Country нашёл вокал привлекательным, но особенно верил, что движущей силой песни является её написание. Лидия Фартинг из Holler Country отметила, что «это похоже на более сильный вздох уверенности и силы от исполнительницы родом из Кентукки». Том Роланд из Billboard предсказал, что песня может стать потенциальным «претендентом» на премию «Грэмми», подчеркнув её эмоциональность: «Если бы песня могла заставить кости болеть, „We Don’t Fight Anymore“ сделала бы это».
Песня была номинирована на Грэмми-2024 в категории Лучшее кантри-исполнение дуэтом или группой.

## Музыкальное видео
Музыкальное видео на трек было выпущено 6 сентября 2023 года, в нём снялись американские актёры Люси Хейл и Шайло Фернандес. Проект стал воссоединением Пирса и Хейл, поскольку Пирс работал в качестве бэк-вокалиста во время продвижения её дебютного альбома Road Between в 2014 году. В фильме, снятом режиссёром Алексой Кэмпбелл, Хейл и Фернандес изображены как пара, оказавшаяся в ловушке эмоциональной разлуки, и все это перемежается кадрами, в которых Пирс поёт песню на полу в комнате, окружённая свечами. Позднее их дом сгорает, параллельно разрушая их отношения. Фернандес уходит без Хейл, которой приходится спасаться самостоятельно, вылезши из окна, и видео заканчивается тем, что они вместе стоят на улице и смотрят, как горит их дом.

## Чарты

### Еженедельные чарты
| Чарт (2023)                       | Высшая позиция |
| --------------------------------- | -------------- |
| Канада (Billboard Country)        | 35             |
| США (Billboard Hot 100)           | 67             |
| США (Billboard Country Airplay) · | 9              |
| США (Billboard Hot Country Songs) | 19             |

## Сертификации
| Регион                                                                      | Сертификация | Продажи |
| --------------------------------------------------------------------------- | ------------ | ------- |
| США (RIAA)                                                                  | Золотой      | 500 000 |
| Данные о продажах + прослушиваниях приведены только на основе сертификации. |              |         |